# Пенья-и-Пенья, Мануэль де ла
Мануэ́ль де ла Пе́нья-и-Пе́нья (исп. Manuel de la Peña y Peña; 10 марта 1789, Мехико, Новая Испания — 2 января 1850, Мехико) — мексиканский политический и государственный деятель. 18-й Президент Мексики (16 сентября 1847 — 13 ноября 1847 и 8 января — 3 июня 1848), юрист, педагог. Профессор права Национального автономного университета Мексики.

## Биография
В 1811 году получил в Соборной семинарии Мексики высшее образование в области гражданского и церковного права.
В 1813 году был попечителем городского совета Мехико.
В 1820 году назначен руководителем Королевской аудиенсии в Кито. Во время Первой Мексиканской империи возглавлял казначейство и прокуратуру по уголовным делам, был статским советником и полномочным министром в Республике Колумбия. С 1824 года — член Верховного суда Мексики.
Министр внутренних дел Централистской Республики Мексики с 1837 года, сенатор в 1841—1843 годах. В 1845 году — министр иностранных дел.
Работал председателем Верховного суда страны, затем в 1847 году занял пост президента Мексики. Повторно занял президентское кресло в 1848 г.
Был президентом Академии юриспруденции и ректором Коллегии юристов. В 1841 году занимался редактированием Гражданского кодекса государства.
Подписал Договор Гуадалупе-Идальго по итогам Американо-Мексиканской войны.